# Live at Donington
Live at Donington er en film optaget under AC/DC's optræden ved Monsters of Rock. Showet foregik den 17. august 1991 i Donington Park. Det to timer lange show indeholdt ægte kanoner, "Hells Bell" samt oppustelig Rosie og Angus. Til at optage koncerten blev der brugt 26 kameraer, heraf et i en helikopter.
DVD'en har ekstramateriale, der omfatter 5.1 surround-lyd, kommentarspor fra Angus og Malcolm samt muligheden for at følge et enkelt bandmedlem under enkelte sange.

## Spor
1. "Thunderstruck"
2. "Shoot to Thrill"
3. "Back in Black"
4. "Hell Ain't a Bad Place to Be"
5. "Heatseeker"
6. "Fire Your Guns"
7. "Jailbreak"
8. "The Jack"
9. "Dirty Deeds Done Dirt Cheap"
10. "Moneytalks"
11. "Hells Bells"
12. "High Voltage"
13. "Whole Lotta Rosie"
14. "You Shook Me All Night Long"
15. "T.N.T."
16. "Let There Be Rock"
17. "Highway To Hell"
18. "For Those About to Rock (We Salute You)"